# Courtney Brosnan
Courtney Brosnan (Millburn, 10 november 1995) is een voetbalspeelster uit Ierland. Ze speelt als doelverdediger voor Everton FC in de Super League.

## Clubcarrière
Brosnan werd geboren in Millburn, Verenigde Staten. Aldaar ging ze naar de Millburn High School alvorens ze ging studeren aan de Syracuse University en voetballen voor het Syracuse Orange universiteitsteam. Brosnan wist in haar tijd bij de club 344 succesvolle reddingen te verrichten, wat haar op de derde plaats van een ranglijst zette. Na haar studeerperiode kwam Brosnan een periode uit als voetbalspeelster in Frankrijk voor Ambilly FC en Le Havre AC.
Op 9 augustus 2019 werd Brosnan als nieuwe versterking gepresenteerd door West Ham United, waar ze het rugnummer 18 ging dragen. Ze maakte haar debuut in de Super League in een wedstrijd tegen Arsenal op 8 september 2019. Op 21 mei 2021 verliet Brosnan West Ham United nadat haar contract afliep. Op 26 juli 2021 vond ze in Everton FC haar nieuwe werkgever. Brosnan maakte haar debuut voor Everton in de Super League in een wedstrijd tegen Tottenham op 19 december 2021. In haar eerste twee seizoen deelde Brosnan haar plek onder de lat met Emily Ramsey. In 2022 verlengde Brosnan haar contract in Liverpool.
Samen met Dwight McNeil werd Brosnan in het seizoen 2022/23 uitgeroepen tot PFA Community Champion. Op 28 juni 2024 werd het contract van Brosnan met nog twee jaar verlengd.

## Statistieken
| Seizoen | Club               | Land     | Competitie   | Wedstrijden | Doelpunten |
| ------- | ------------------ | -------- | ------------ | ----------- | ---------- |
| 2019/20 | West Ham United FC | Engeland | Super League | 10          | 0          |
| 2020/21 | West Ham United FC | Engeland | Super League | 6           | 0          |
| 2021/22 | Everton FC         | Engeland | Super League | 4           | 0          |
| 2022/23 | Everton FC         | Engeland | Super League | 14          | 0          |
| 2023/24 | Everton FC         | Engeland | Super League | 20          | 0          |
| 2024/25 | Everton FC         | Engeland | Super League | 17          | 0          |
| Totaal  | Totaal             | Totaal   | Totaal       | 71          | 0          |

Laatste update: 26 maart 2025

## Interlandcarrière
Brosnan werd geboren in de Verenigde Staten. Door haar Ierse afkomst besloot ze voor een interlandcarrière bij de Ierse nationale ploeg te gaan. Op 11 oktober 2022 wist Brosnan tijdens de beslissende play-offwedstrijd tegen Schotland een penalty te stoppen waardoor haar land met 1-0 wist te winnen en zich plaatste voor het WK 2023. Het was voor het eerst dat Ierland zich plaatste voor een WK bij de vrouwen.
Op het WK 2023 in Australië en Nieuw-Zeeland had Brosnan een spectaculaire redding tegen Nigeria die werd omschreven als een 'wereldredding'.
In 2023 werd Brosnan benoemd tot 'speelster van het jaar', waarmee ze de eerste doelverdedigster was die de prijs won sinds Emma Byrne in 2012.